# 46793 Phinney
46793 Phinney este un asteroid din centura principală de asteroizi.

## Descriere
46793 Phinney este un asteroid din centura principală de asteroizi. A fost descoperit pe 1 mai 1998 la Haleakala în cadrul programului NEAT. Asteroidul prezintă o orbită caracterizată de o semiaxă mare de 2,25 ua, o excentricitate de 0,18 și o înclinație de 6,6° în raport cu ecliptica.